# Duwamish-suquamish

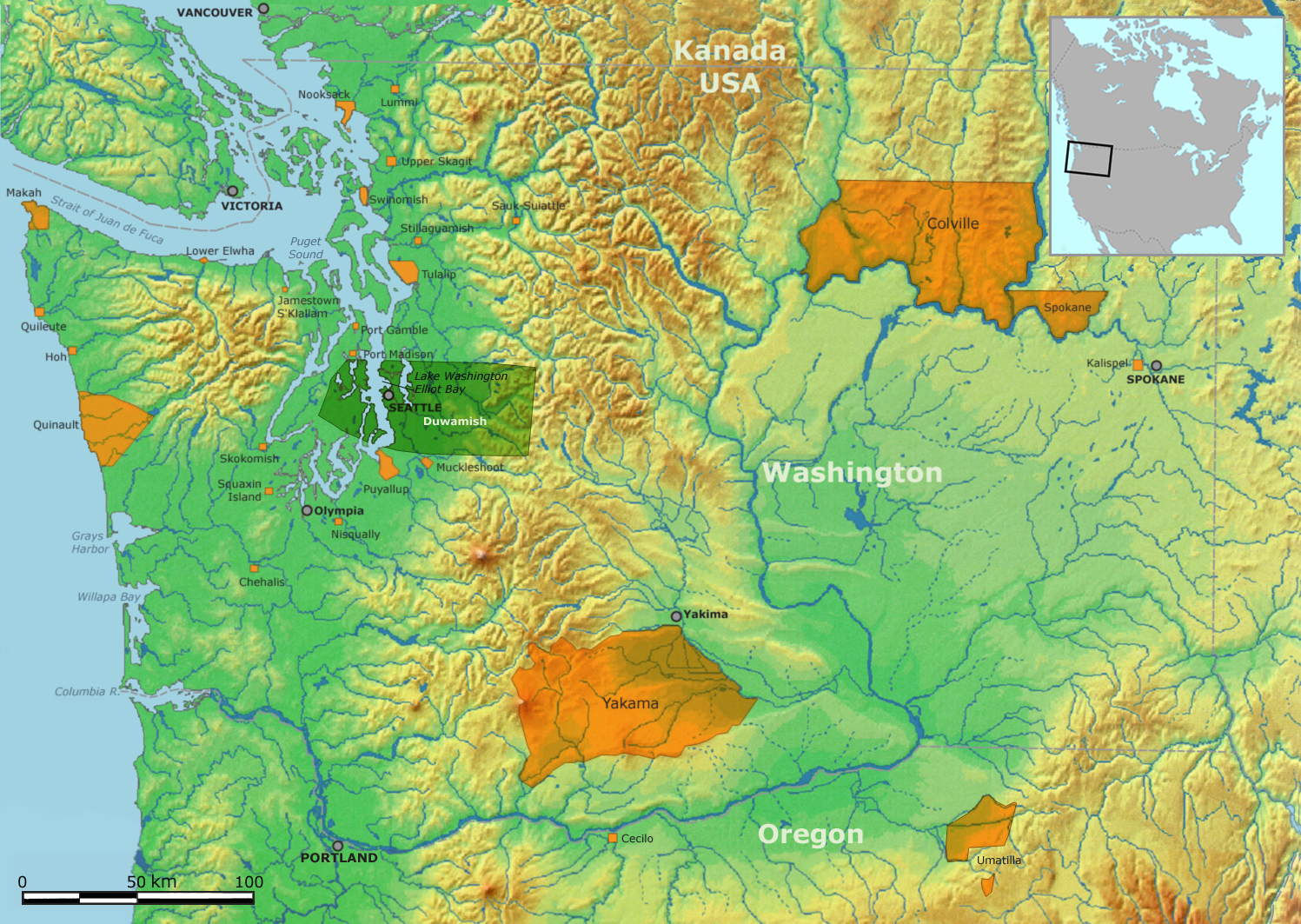
Territori duwamish

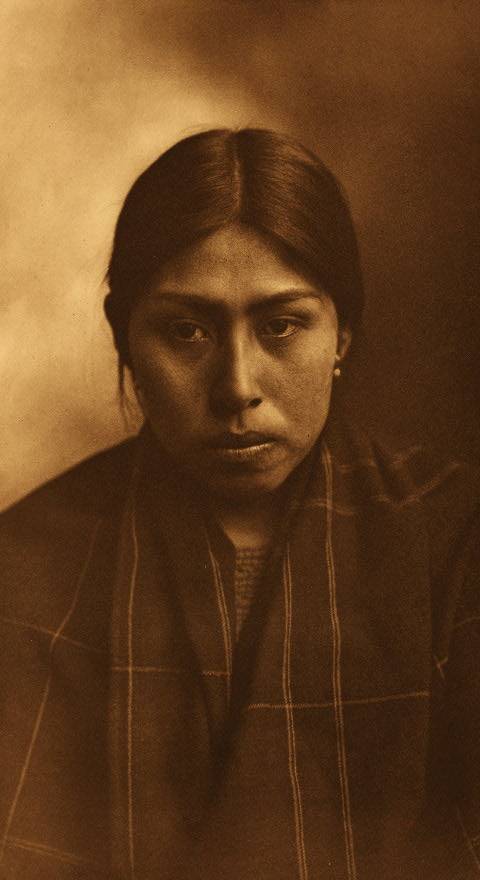
Dona suquamish fotografiada el 1913.

Els duwamish i suquamish són dues tribus ameríndies que parlen una llengua salish.

## Localització
Els duwamish vivien a la badia d'Elliott, vora el Sound Puget de Seattle (Washington). Els suquamish viuen a la reserva de Port Madison (Washington).

## Demografia
El duwamish el 1962 només tenia 10 parlants. Els suquamish eren 441 el 1887, 150 el 1909, 177 el 1962, i el 1980 eren 1.300, però menys de 20 parlants.
Segons el cens dels EUA del 2000, hi havia censats 336 duwamish i 782 suquamish. La reserva Suquamish tenia censats el 1995 (segons la BIA) 806 indis, tot i que a la reserva viuen 1.032 persones.

## Costums
Llurs trets culturals eren similars als de les altres tribus del Nord-oest (nootka, kwakiutl) i de les tribus de Puget Sound (nisqually, puyallup, klallam, quinault). Fabricaven vistoses canoes, pals totèmics i celebraven el potlatch. Fonamentalment vivien de la pesca.

## Història
El primer contacte amb els blancs a la zona de Sound Puget es produí el 1774, amb exploradors espanyols i russos. El 1788 James Cook va visitar la zona.
Cap al 1805 els nord-americans Lewis i Clark arribaren a Washington. Cap al 1810 es construí Fort Astoria, a Spokane, i el 1813 el territori fou posat sota la protecció de la NNCo. El 1825 els britànics construïren Fort Vancouver i provocaren la primera epidèmia de verola. El 1850 començaren a confiscar-los terres mercè l'Oregon Donation Act, que arrabassà 15.000 acres als skagit. El cap dels duwamish i suquamish, Seath'tl o Seattle (1786-1866), i el dels lummi Chow-its-hoot, van signar el 1855 els tractats de Point Elliot, Neah Bay i Point-no-Point, pel qual 17.000 indis cediren 64 milions d'acres, confirmats pels de Medicine Creek del 1854 i el de Quinault River el 1856. El 1861 repartiren menjar entre els duwamish, klallam i suquamish, cosa que encoratjaria cowlitz i chehalis a signar tractats. Així, el 1863 es crearen les primers reserves, que el 1876 ja serien 11 a Puget Sound. El 1880 es va estendre entre ells l'Indian Shaker Church, fundada pel squaxin John Slocum. I durant els anys seixanta van donar suport les protestes pels drets de pesca, encapçalats pels nisqually i puyallup.
El membre més destacat de la tribu ha estat l'actor Chief Dan George.